# پاسکواله مارینو
پاسکواله مارینو (انگلیسی: Pasquale Marino؛ زادهٔ ۱۳ ژوئیهٔ ۱۹۶۲) بازیکن فوتبال اهل ایتالیا است.
از باشگاه‌هایی که در آن بازی کرده‌است می‌توان به باشگاه فوتبال کاتانیا و باشگاه فوتبال مسینا اشاره کرد.